# Nyctemera coaequalis
Nyctemera coaequalis är en fjärilsart som beskrevs av Swinhoe 1915. Nyctemera coaequalis ingår i släktet Nyctemera och familjen björnspinnare. Inga underarter finns listade i Catalogue of Life.